# Кардашьян, Роб
Роберт Артур «Роб» Кардашьян — младший (англ. Robert Arthur Kardashian Jr.; род. 17 марта 1987, Лос-Анджелес) — американская звезда реалити-шоу, модель, бизнесмен.

## Биография
Роб Кардашьян родился 17 марта 1987 года в Лос-Анджелесе в Калифорнии. Сын известного адвоката Роберта Кардашьяна и светской львицы Крис Дженнер. Имеет армянские корни со стороны отца, шотландские и голландские корни со стороны матери.
Мать Роба развелась с Робертом Кардашьяном в 1989 году и вновь вышла замуж за известного бывшего легкоатлета Брюса Дженнера в 1991 году. У Роба есть три сестры Хлои, Кортни и Ким. Также у Роба есть сводные братья Бартон Дженнер, Брендон Дженнер и звезда реалити-шоу Броуди Дженнер; сводная сестра Кейси Дженнер и единоутробные сестры Кендалл и Кайли Дженнер (1995 и 1997 г.р.).
В 2009 окончил Университет Южной Калифорнии.
Появлялся во многих сезонах реалити-шоу «Семейство Кардашьян».
С января 2016 года Роб встречается с Блэк Чайной. 5 апреля 2016 года пара объявила о помолвке. У пары есть дочь — Дрим Рене Кардашьян (род. 10.11.2016). Вскоре после рождения ребёнка пара распалась. Роб взломал телефон супруги и прочитал переписку Чайны с подругой, где девушка писала, что она с ним только ради фамилии Кардашьян, а сам Роб жирный, ленивый и тупой.